# Blomstertjärnen, Medelpad
Blomstertjärnen är en sjö i Ånge kommun i Medelpad som ingår i Ljungans huvudavrinningsområde.